# Demonax octavus
Demonax octavus là một loài bọ cánh cứng trong họ Cerambycidae.